# Livinhac-le-Haut
Livinhac-le-Haut é uma comuna francesa na região administrativa de Occitânia, no departamento de Aveyron. Estende-se por uma área de 10,97 km². Em 2010 a comuna tinha 1 154 habitantes (densidade: 105,2 hab./km²).